# HaShomer HaChadash
HaShomer HaChadash (en hebreo: השומר החדש) es una organización sionista que fue fundada en 2007 en Israel, la organización está centrada en la defensa y la protección de la Tierra de Israel. 

## Historia
En 2007, un joven de Galilea se enfrentó a unos agresores provenientes de una aldea cercana, que durante años habían molestado a su familia para que abandonara sus tierras, haciéndoles la vida imposible con una serie constante de robos, incendios y vandalismo. 
Ya con su familia a punto de romperse, el joven sintió la necesidad de actuar. Joel Zilberman se instaló en una tienda de campaña en la cima de una colina, y una vez allí se mantuvo alerta y defendió su propiedad. Al principio fue ayudado por unos amigos y después contó con la ayuda de unos voluntarios.
Joel consiguió echar a los agresores y defender la tierra que había sido de su familia durante generaciones. Lo que empezó como la misión de una sola persona, luego se convirtió en un movimiento popular. Joel Zilberman y On Rifman, fundaron la organización HaShomer HaChadash (en español: el nuevo guardián).
Los dos jóvenes pronto fueron conscientes de que su lucha era igual que la de tantos agricultores de Galilea y el desierto del Néguev. Miles de hectáreas de tierra, que históricamente y estratégicamente han sido significativas para Israel, ya habían sido abandonadas y miles más estaban a punto de ser abandonadas por parte de los agricultores y los ganaderos que ya no podían hacer frente a las incursiones de los intrusos. 
Tal como hicieron los primeros pioneros sionistas que formaron el movimiento Hashomer original para proteger sus tierras de los ataques, Joel fundó la organización HaShomer HaChadash (el nuevo guardián). 
Menos de una década después, el movimiento dispone de miles de voluntarios y está formado por personas de todas las edades, dispuestas a cambiar el paisaje de su país. 
Algunos de los objetivos del movimiento HaShomer HaChadash son; inspirar un cambio social, crear nuevos líderes y hacer posible una sociedad más segura.